# Chlorophytum pseudocaule
Chlorophytum pseudocaule är en sparrisväxtart som beskrevs av Tesfaye och Inger Nordal. Chlorophytum pseudocaule ingår i släktet ampelliljor, och familjen sparrisväxter. Inga underarter finns listade i Catalogue of Life.